# Barber's rock
Barber's rock is een nummer van de Volendamse band BZN. De single werd in 1974 uitgebracht in België, Duitsland, Italië, Nederland en Portugal.
Het arrangement is afkomstig van een lied uit de opera  De barbier van Sevilla van Gioacchino Rossini. De single verscheen in een periode waarin BZN een tijd lang geen langspeelplaat uitbracht; The Bastard was uitgebracht in 1971 en Making a Name zou pas in 1977 uitkomen.
Barber's rock stond vier weken genoteerd in de Nederlandse Top 40, waar het de negentiende plaats behaalde.
In het nummer zit een gitaarsolo van Cees Tol. Thomas Tol is te horen op mellotron.

## Hitnotering

### Nederlandse Top 40
| Hitnotering: week 9 t/m 12 in 1974 | Hitnotering: week 9 t/m 12 in 1974 | Hitnotering: week 9 t/m 12 in 1974 | Hitnotering: week 9 t/m 12 in 1974 | Hitnotering: week 9 t/m 12 in 1974 | Hitnotering: week 9 t/m 12 in 1974 |
| Week:                              | 1                                  | 2                                  | 3                                  | 4                                  |                                    |
| ---------------------------------- | ---------------------------------- | ---------------------------------- | ---------------------------------- | ---------------------------------- | ---------------------------------- |
| Positie:                           | 31                                 | 21                                 | 19                                 | 31                                 | uit                                |

### NederlandseDaverende 30
| Hitnotering: 9-3-1974 t/m 22-3-1974 | Hitnotering: 9-3-1974 t/m 22-3-1974 | Hitnotering: 9-3-1974 t/m 22-3-1974 | Hitnotering: 9-3-1974 t/m 22-3-1974 |
| Week:                               | 1                                   | 2                                   |                                     |
| ----------------------------------- | ----------------------------------- | ----------------------------------- | ----------------------------------- |
| Positie:                            | 29                                  | 26                                  | uit                                 |